# Youness Rahimi
Youness Rahimi, né le 13 février 1995 à Helsinki en Finlande, est un footballeur finlando-marocain. Il évolue au poste d'attaquant au RoPS Rovaniemi. Il possède la double nationalité marocaine et finlandaise.

## Biographie
Youness naît à Helsinki en Finlande de parents marocains. Il est inscrit très jeune par son père dans l'académie du HJK Helsinki, avant d'intégrer le FC Honka où il fait ses débuts professionnels.
Avec l'équipe de Finlande des moins de 17 ans, il est l'auteur d'un doublé contre la Lituanie en juin 2011.
Avec l'équipe de Finlande espoirs, il inscrit un but contre le Kirghizistan en janvier 2015.
De 2012 à 2019, il dispute 146 matchs en première division finlandaise, pour 15 buts.

## Palmarès
- 2013 : Vice-champion de la Veikkausliiga
- 2016 : Vainqueur de la Coupe de la Ligue
- 2016 : Champion de la Veikkausliiga
- 2016 : Finaliste de la Supercoupe de Finlande